# Captive (mini-série)
 (octobre 2017).
Si vous disposez d'ouvrages ou d'articles de référence ou si vous connaissez des sites web de qualité traitant du thème abordé ici, merci de compléter l'article en donnant les références utiles à sa vérifiabilité et en les liant à la section « Notes et références ».
Pour les articles homonymes, voir Captive.
Captive (Alias Grace) est une mini-série télévisée canado-américaine en six épisodes de 40 à 50 minutes, créée par Mary Harron, adaptée du roman du même nom écrit par Margaret Atwood en 1996. Elle fut diffusée du 25 septembre 2017 jusqu'au 30 octobre 2017 sur CBC Television au Canada et dès le 3 novembre 2017 sur Netflix à l'échelle mondiale.
La série est une adaptation diffusée à la télévision en 2017 du roman du même nom de Margaret Atwood. Deux autres de ses romans avaient déjà été adaptés précédemment : The Handmaid's Tale (adapté pour Hulu) et Wandering Wenda (adapté pour la programmation CBC Kids de CBC Television).

## Synopsis
Dans le Canada du XIXe siècle, un aliéniste américain, Simon Jordan, tente d'évaluer si Grace Marks, servante condamnée à mort (peine commuée en emprisonnement à perpétuité) pour les meurtres de son maître et d'une gouvernante, devrait être graciée. Est-elle innocente ou coupable, folle ou saine d'esprit ?

## Distribution

### Acteurs principaux
- Sarah Gadon (VF : Sara Viot) : Grace Marks
- Edward Holcroft (VF : Jonathan Benhamou) : Dr Simon Jordan
- Zachary Levi (VF : Tanguy Goasdoué) : Jeremiah Pontelli ou Jérome Dupont
- Rebecca Liddiard (VF : Elsa Davoine) : Mary Whitney
- Paul Gross (VF : Bruno Magne) : Thomas Kinnear
- David Cronenberg (VF : Nicolas Marié) : le révérend Verringer
- Kerr Logan (VF : Stanislas Forlani) : James McDermott
- Anna Paquin (VF : Chloé Berthier) : Nancy Montgomery
- Stephen Joffe (VF : Mathieu Richer) : Jamie Walsh

### Acteurs récurrents
- Martha Burns (VF : Brigitte Aubry) : Mme Parkinson
- Michael Therriault : M. McDonald
- Elizabeth Saunders (VF : Odile Schmitt) : Mme Honey

## Production

### Distributions des rôles
En juillet 2016, Sarah Gadon, Zachary Levi et Anna Paquin ont été les premiers à intégrer la distribution principale.

### Tournage
La série est tournée dans la province de l'Ontario, au Canada.

### Fiche technique
- Titre original : Alias Grace
- Développement : Margaret Atwood et Sarah Polley, d'après le roman Captive (Alias Grace) de Margaret Atwood
- Direction artistique : Dean A. O'Dell	et Brad Milburn
- Décors : Ian Wheatley
- Costumes : Simonetta Mariano
- Photographie : Brendan Steacy
- Montage : David Wharnsby
- Musique : Jeff Danna et Mychael Danna
- Casting : John Buchan et Jason Knight
- Producteur : D.J. Carson
  - coproducteur : Marla Boltman, Lori A. Waters
  - associé : Noreen Halpern, Sarah Polley et Mary Harron et John Buchan (coproducteur associé)
- Sociétés de production : Halfire Entertainment et Tangled Productions
- Société de distribution : CBC Television Canada (TV) ; Netflix (Globale)
- Pays d'origine :  Canada et  États-Unis
- Langue originale : anglais
- Format : couleur - image 16/9 HD - son stéréo
- Genre : Série dramatique
- Durée : 50 minutes environ
- Dates de première diffusion :
  -  Canada : 25 septembre 2017
  -  : 3 novembre 2017
- Restriction du public :
  - En France : déconseillé aux moins de 16 ans 
  - Aux États-Unis : TV-MA (déconseillé aux moins de 17 ans)

- Version française
  - Société de doublage : VOA[6],[7]
  - Directeur artistique : Mathieu Richer[6],[7]
  - Adaptation des dialogues : David Sauvage[6]

 Source et légende : version française (VF) sur RS Doublage et Doublage Séries Database

### Sortie
En guise de promotion, les deux premiers épisodes ont été visionnés en avant-première du Festival international du film de Toronto 2017 dans le cadre de la programmation télévisée des Emmy Awards.

## Autour de la série
Le roman Captive raconte l'histoire véritable de Grace Marks, une domestique d'origine irlandaise dans le Haut-Canada (Ontario actuellement). Grace Marks et le valet d'écurie James McDermott avaient été reconnus coupables du meurtre de leur employeur, Thomas Kinnear, et de sa gouvernante, Nancy Montgomery, en 1843.
McDermott a été pendu, tandis que Marks avait été condamnée à la prison à vie. Après avoir passé trente ans derrière les barreaux, elle avait finalement été innocentée.
Sarah Polley, réalisatrice et scénariste de la série dit avoir lu  Captive plusieurs fois dans les vingt dernières années et en déclarant dans un communiqué « Grace Marks, vue par Margaret Atwood, est le personnage le plus complexe et captivant que j'ai jamais vu. Je suis heureuse que Mary Harron ait accepté de participer au projet »

## Épisodes
1. Partie 1 (Part 1)
2. Partie 2 (Part 2)
3. Partie 3 (Part 3)
4. Partie 4 (Part 4)
5. Partie 5 (Part 5)
6. Partie 6 (Part 6)